# Quechua de Cacra-Hongos
El quechua de Cacra-Hongos es una variedad lingüística de la familia de las Lenguas quechuas hablada en el sureste de la provincia peruana de Yauyos en el departamento de Lima, en los distritos de Cacra y Hongos.
En esta variedad, el protofonema vibrante alveolar */ɾ/ se ha lateralizado a la aproximante /l/.  Comparte este aspecto con el quechua huanca, pero se presentas conservador en el resto de su fonología, salvo el tratamiento de la sibilante retrofleja */ʂ/, que se conserva en el huanca, pero se halla palatal /ʃ/ como en la mayoría de las lenguas quechuas modernas.
El dialecto de Hongos difiere del de Cacras en que usa el -pi en vez de -ćhaw para el locativo, y -shpa en vez de -l (←*-r) para el gerundio sin cambio de sujeto.  En estas dos caracterísiticas se asemeja al quechua de Lincha, habla Quechua II vecina.
- Datos: Q25407759